# Ługi Górzyckie
Ługi Górzyckie (niem. Görlitz Bruch) – osada w Polsce położona koło Kostrzyna nad Odrą w województwie lubuskim, w powiecie słubickim, w gminie Górzyca.
W latach 1975–1998 miejscowość administracyjnie należała do województwa gorzowskiego.
Zasadnicza część wsi położona jest przy drodze krajowej nr 31 Słubice – Szczecin. Druga część wsi, oddalona o 3 km od części zasadniczej, położona jest przy linii kolejowej 273, wokół stacji Ługi Górzyckie i nieoficjalnie nazywana jest Ługi Górzyckie PKP. Przylega ona do miejscowości Górzyca, a granicę wyznacza rzeka Racza Struga.
W miejscowości działało Państwowe Gospodarstwo Rolne w Ługach Górzyckich, później przekształcone w Zakład Rolny w Ługach Górzyckich wchodzący w skład Państwowego Przedsiębiorstwa Gospodarki Rolnej w Górzycy.